# Kommerskollegium
Kommerskollegium är Sveriges myndighet för utrikeshandeln, inre marknaden och handelspolitik. Till Kommerskollegiums uppgifter hör utredningar, yttrande och förslag angående frågor som hanteras inom EU, WTO, OECD, UNCTAD, ECE och liknande internationella organisationer. Kommerskollegium arbetar med att minska och förebygga handelshinder, analysera handelsutvecklingen, förse Sveriges företrädare med analyser och beslutsunderlag före, under och efter handelsförhandlingar samt underlätta för företag i utvecklingsländer att delta i den internationella handeln. 
Kommerskollegium ansvarar för tillsynen av Sveriges handelskamrar.

## Historik

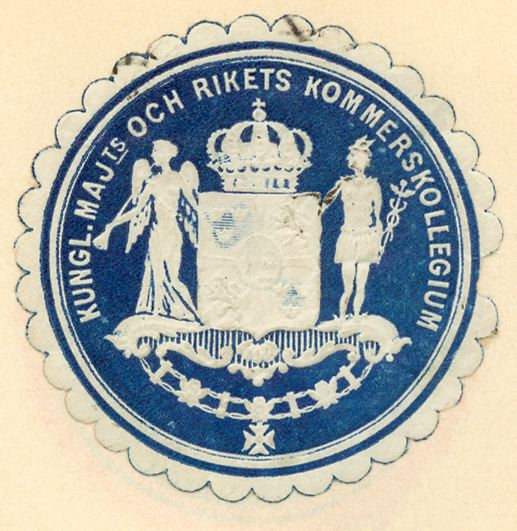
Sigill för Kommerskollegium från 1932.

Ämbetsverket Kommerskollegium bildades 1651 som en utbrytning ur Kammarkollegiet och ansvarade då för frågor som rörde handel, industri och sjöfart. En speciell myndighet som handlade handelsärenden grundlades redan 1637 men stod vakant större delen av sin existens från 1644–1651. Med undantag för en kortare period under ett pestutbrott har Kommerskollegium alltid funnits i Stockholm, först i slottet Tre kronor och därefter bland annat på Riddarholmen. Åren 1840–1900 sorterade myndigheten under Civildepartementet, 1900–1920 under Finansdepartementet, 1920–1982 under Handelsdepartementet och från 1983 under Utrikesdepartementet. 
Kommerskollegium har haft en rad uppgifter som på olika sätt berör handel, industri och sjöfartsfrågor. Till "nyttiga fabrikers understöd" inrättade riksdagen år 1739 "Riksens ständers manufactur contoir" och en särskild "manufaktur-fond". Kontoret lades ned 1766 och uppgifterna överfördes till Kommerskollegium. Under 1700-talet fick Kommerskollegium även ansvar för tillsyn av spinnhusen, fiskerinäringen och fåraveln.

### 1800-talet

Gabriel
Poppius iklädd kommerskollegiums ämbetsmannauniform. Målning av Johan Gustaf Sandberg 1831.

- 1834 - Kommerskollegium fick ansvaret för patent.
- 1841 - Kommerskollegium blev överstyrelse till statliga navigationsskolor i Stockholm, Göteborg, Malmö, Gävle och Kalmar.
- 1857 - Bergskollegium, som kontrollerade gruvnäring och metallförädling, blev en del av Kommerskollegium.
- 1869 - Kommerskollegium fick i uppdrag att övervaka emigrantagenternas verksamhetskrav, tillståndskrav samt medla i tvister om emigrantresor.
- 1890 - Sprängämnesinspektionen, Yrkesinspektionen och tillsynen över sjukkassorna underställdes Kommerskollegium.
- 1891 - Patentfrågorna flyttades till nystartade Patent- och registreringsverket.

### 1900-talet
- 1913 - Yrkesinspektionen och tillsynen av sjukkassorna flyttades till nystartade Socialstyrelsen.
- 1946 - Monopolutredningsbyrån inrättades på Kommerskollegium, byrån skulle undersöka konkurrensen och karteller.
- 1956 - Sjöfartsbyrån på Kommerskollegium flyttades till nyskapade Sjöfartsverket. Merparten av Statens handels- och industrikommission övertogs av Kommerskollegium[1]
- 1957 - Monopolutredningsbyråns uppgifter flyttades till nybildade Statens Pris- och Kartellnämnd.
- 1962 - Kommerskollegiums statistiska byrå med bland annat handelsstatistik fördes över till Statistiska Centralbyrån.
- 1962 - Kommerskollegium fick i uppdrag att administrera alla handelsregleringar, det vill säga utfärda licenser.
- 1969 - Kommerskollegium fick ansvar för resegarantier och att ge tillstånd till utlänningar att bedriva näring i Sverige.
- 1973 - Sprängämnesinspektionen bildades efter avknoppning från Kommerskollegium. Industrifrågorna flyttades till en egen myndighet, Statens industriverk, som blev NUTEK 1991 och senare en del av Tillväxtverket 2009.
- 1973 - Kommerskollegium fick uppdraget att auktorisera, ha tillsyn över och registrera revisorer.
- 1976 - Kommerskollegium fick uppdraget att auktorisera tolkar och översättare.
- 1994 - Auktorisationen av tolkar och översättare samt ansvar och hantering av resegarantier flyttades över till Kammarkollegiet.
- 1995 - Auktorisationen och tillsynen av revisorer flyttades till den nybildade myndigheten Revisorsnämnden.

### 2000-talet
- 2001 - Sveriges Solvit-center placerades på Kommerskollegium. Till Solvit kan företag och privatpersoner vända sig när de stött på regelproblem som hindrar den fria rörligheten inom EU:s inre marknad.
- 2005 - Open Trade Gate Sweden skapades och placerades på Kommerskollegium. Uppgiften är att underlätta för utvecklingsländernas företag att exportera till Sverige och EU.

## Chefer för Kommerskollegium
Kommerseråd är sedan gammalt tjänstetiteln för högre chefer inom Kommerskollegium. Högste chefen bar tidigare titeln president, numera generaldirektör.

### Presidenter
- Clas Larsson Fleming, 1637–1644
- Vakant, 1644–1651
- Johan Berndes den yngre, 1651–1652
- Erik Oxenstierna af Södermöre, 1652–1656
- Christer Bonde, 1656–1659
- Seved Bååt, 1660–1663
- Knut Kurck, 1663–1678
- Claes Fleming, 1679–1681 (tf)
- Claes Fleming, 1681–1685
- Gustaf Lilliecrona, 1685–1687
- Fabian Wrede af Elimä, 1687–1712
- Jacob Reenstierna den yngre, 1713–1716
- Vakant, 1716–1718
- Gustaf Cronhielm af Flosta, 1718–1719
- Magnus De la Gardie, 1719–1727
- Daniel Niklas von Höpken, 1727–1741
- Anders von Drake, 1741–1744
- Vakant, 1744–1747
- Erland Carlsson Broman, 1747–1757
- Carl von Groth, 1757–1758
- Carl Rudenschiöld, 1758–1761
- Claes Gustaf Rålamb, 1761–1762
- Edvard Carleson, 1762–1767
- Niklas von Oelreich, 1767–1770
- Gustaf Celsing den yngre, 1770–1789
- Johan Liljencrantz, 1789–1812
- Anders af Håkansson, 1812–1813
- Abraham Niklas Edelcrantz, 1813–1821
- Carl Peter af Klintberg, 1821–1824 (tf)
- Carl Peter af Klintberg, 1824–1826
- Gabriel Poppius, 1826–1833
- Carl David Skogman, 1833–1838 (tf)
- Carl David Skogman, 1838–1856
- Fredrik Åkerman, 1856–1866
- Vakant, 1866–1868
- Ludvig Manderström, 1868–1873
- Vakant, 1873–1875
- Carl Fredrik Waern, 1875–1891 (tf)

Källa:

### Generaldirektörer
- Richard Åkerman, 1891–1905
- Alfred Lagerheim, 1905–1913
- Karl Axel Fryxell, 1913–1915 (tf)
- Karl Axel Fryxell, 1915–1935
- Ragnar Sohlman, 1935–1936 (tf)
- Herman Eriksson, 1936–1945
- Axel Gjöres, 1938–1940 (tf)
- Stig Sahlin, 1941–1945 (tf)
- Arvid Richert, 1945 (tf)
- Arvid Richert, 1945–1948 (tf)
- Axel Gjöres, 1948–1954
- Nils Malmfors, 1954–1966
- Bertil Swärd, 1966–1973
- Olle Lindqvist, 1973–1979[5]
- Gunnar Söder, 1980–1991
- Vakant, 1991–1992
- Peter Kleen, 1992–2004
- Vakant, 2004–2005
- Lena Johansson, 2005–2014
- Anna Stellinger, 2014–2019
- Anders Ahnlid, 2020–

Källa: